# Europa macht Schule
O "Europa macht Schule" (EmS; pt. Europa faz escola) é um programa da associação homônima Europa Macht Schule e.V. para a promoção do encontro e do intercâmbio cultural entre os Europeus. O programa teve início em 2006 na Alemanha.

## Objetivo
O objetivo do programa "Europa macht Schule" é tornar real a ideia de intercâmbio europeu e trabalhar na troca de mais conhecimento uns sobre os outros. Estudantes de todos os países europeus fazem projetos nas escolas alemãs. Os alunos vâo conhecer a um país europeu a partir de uma perspectiva diferente e os estudantes recebem um novo acesso para o país anfitrião. O programa complementa a estadia dos estudantes e enriquece a vida escolar para um projeto de intercâmbio europeu. Isso permite com o confronto direto e uma ideia simples um acesso eficaz e sustentável para o tema Europa.

## Breve descrição
Para o programa os estudantes de todas as partes da Europa serão jovens embaixadores de seus países. Eles serão incluídos nas aulas de todos os tipos de escolas e planejam juntos com os alunos um projeto individual com uma duração de três a cinco aulas. No centro é a cooperação de alunos e estudantes com um objetivo comum. Os estudantes terão a oportunidade de apresentar aos alunos os seus países de origem a partir de um proprio ponto de vista. Os estudantes entram em diálogo com as crianças e jovens do país de acolhimento. Imagens padronizados e ideias preconcebidas de uma cultura podem ser quebrados e atitudes, como resultados de atribuições estereotipadas, podem ser  refletidos. No final está uma apresentação comum dos resultados, que pode ser pública em partes. 

## Vantagens
Benefícios para as escolas:
- aberto para todos os níveis e formas de escola
- Ativo e pessoal Europeia de câmbio e acesso ao (cross-section)tópico da Europa
- Enriquecimento do (especialista) docente e não docente atividades
- Participação em projeto de ensino e todos os dias a escola oferecer possível
- de baixo custo, sem nenhum custo adicional

Benefícios para os alunos:
- Conhecer o país de acolhimento, através de contatos com os não-Universidade do ambiente
- Melhoria das competências linguísticas
- a oportunidade para a aquisição de competências pedagógicas, habilidades sociais e habilidades de apresentação, e para voluntários

## Patrocínio
O presidente da República Federal Horst Köhler, assumiu o patrocínio para o programa Europa torna a escola em 2007. Desde então, cada presidente é o patrono. Atualmente o presidente Joachim Gauck é patrocinador do programa.

## Resultados
| Ano       | Locais | Projetos | Escolas | Estudantes | Nacionalidades |
| --------- | ------ | -------- | ------- | ---------- | -------------- |
| 2006/2007 | 3      | 32       | 32      | 32         | 15             |
| 2007/2008 | 6      | 50       | 47      | 52 (+2)    | 18 (+2)        |
| 2008/2009 | 12     | 90       | 46      | 64 (+10)   | 15 (+9)        |
| 2009/2010 | 25     | 147      |         |            |                |
| 2010/2011 | 27     | 142      |         |            |                |
| 2011/2012 | 34     | 208      |         |            |                |
| 2012/2013 | 32     | 196      |         |            |                |
| 2013/2014 | 26     |          |         |            |                |
| 2014/2015 | 27     |          |         |            |                |
| 2015/2016 | 30     |          |         |            |                |
| 2016/2017 |        |          |         |            |                |

Primeira participação das nacionalidades:
2006/2007: Polônia, Espanha, República Tcheca, Grã-Bretanha, França, Países-Baixos, Suíça, Hungria, Turquia, Áustria, Italia, Lituânia, Rússia, Roménia, Finlândia
2007/2008: Eslováquia, Moldávia, Grécia, Croácia, Ucrânia, Letônia, (Israel, Uruguai)
2008/2009: Albânia, Luxemburgo, Eslovênia, Sérvia, Bulgária, Alemanha, (México, China, Geórgia, Japão, Camarões, Togo, Burquina Faso, Brasil, Mongólia)